# Wierch-Kargat (rejon zdwiński)
Wierch-Kargat (ros. Верх-Каргат) – wieś (sieło) w Rosji, w obwodzie nowosybirskim, w rejonie zdwińskim. W 2010 liczyła 828 mieszkańców.